# Agnis
Pour les articles homonymes, voir Agni.
Les Agnis sont un peuple d'Afrique de l'Ouest d'environ 1 200 000 personnes, vivant principalement en Côte d'Ivoire. Ils sont également présents au voisin Ghana,.
Ils ont été le premier peuple de la région à entrer en contact avec les Européens au XVIIe siècle.

## Ethnonymie
Selon les sources et le contexte, on observe différentes formes : Agnis, Anyi, Anyis, Ndenie, Sanwi.

## Histoire

### Origine

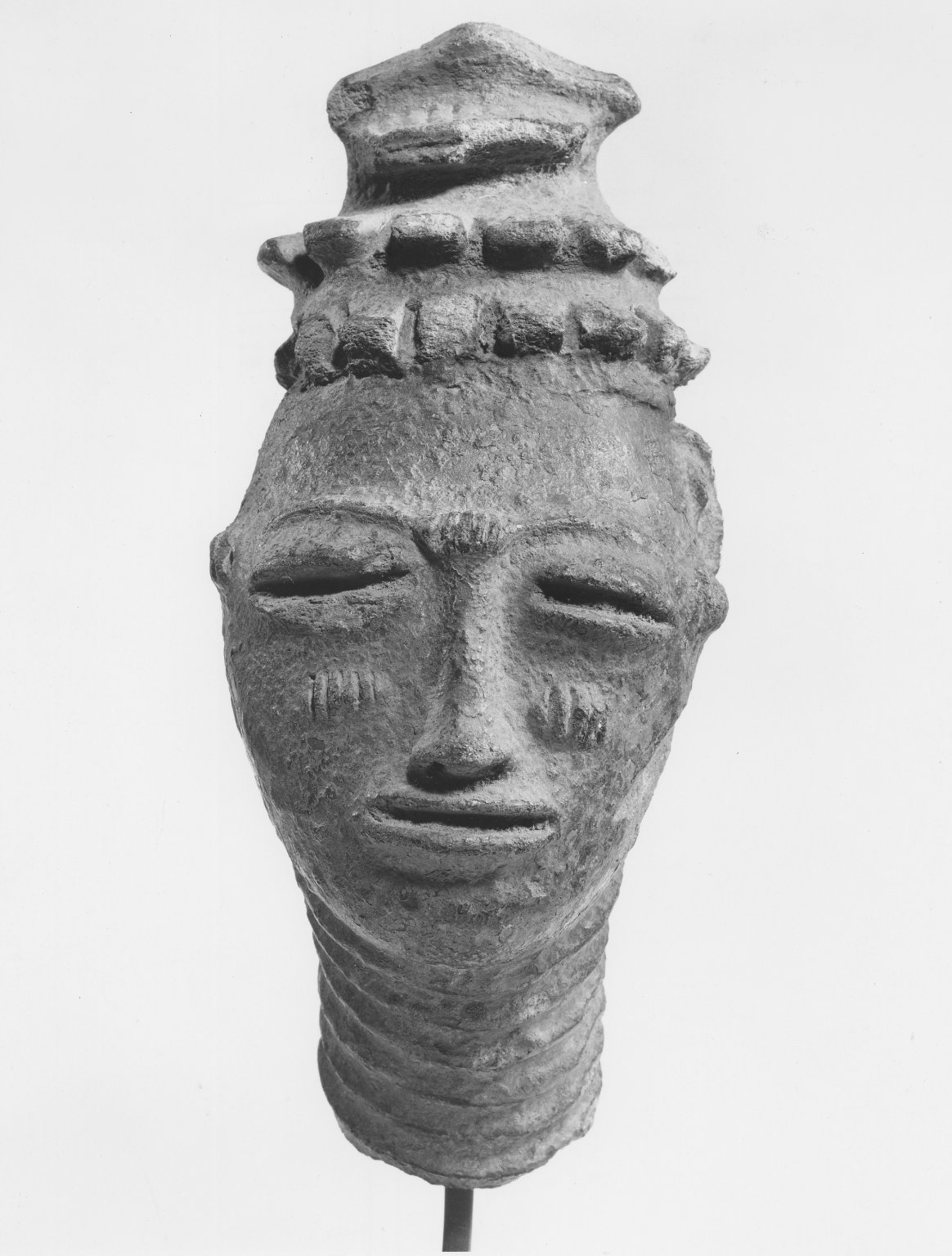
Tête funéraire (Brooklyn Museum)

Au début du XVIIIe siècle, en provenance de l'Aowin dans l'ancienne Gold Coast, les premiers Agni traversent la frontière est de l'actuelle Côte d'Ivoire avec un autre peuple d'Akan originaires de l'Ashanti. Ce sont les Assabou qui formeront la matrice de ce qu'est aujourd'hui le peuple Baoulé en Côte d'Ivoire. Après avoir fondé le royaume Sanwi sous la houlette d'Amalaman Ano, ils poursuivent leur chemin jusqu'aux abords de la lagune Aby où une partie de ceux qui formeront les Mrôfo va peupler l'actuelle zone de Songon. Ils fondent par ailleurs le royaume de l'Indénié sur les bords de la Comoé, celui du Moronou avec les Agnis Mrôfo et le Djuablin.
Il est à noter qu'il existe d'autres sous-groupes comme les Agnis-Assonvon dans la localité d'Ebilassokro, à l'Est de la Côte d'Ivoire et une grande communauté Agni à Tiassalé.

### Aujourd'hui
Les Agnis vivent aujourd'hui dans les départements d'Abengourou, Agnibilékrou et Koun Fao dans l'Indénié-Djuablin, Arrah, Bongouanou, Andé et M'batto dans le Moronou, Tiassalé dans l'Agneby-Tiassa, Maféré, Aboisso, Adiaké et Assinie dans la région du Sud-Comoé. On en trouve également dans la région de l'Ifou et au Ghana.

### Villes du sud
Dans ces grandes villes, il y a eu une fracture sociale à partir de 1990 car les peuples forestiers se regroupent dans certaines zones ainsi que les peuples de la savane majoritairement émigrés.

## Société

### Le système de chefferie

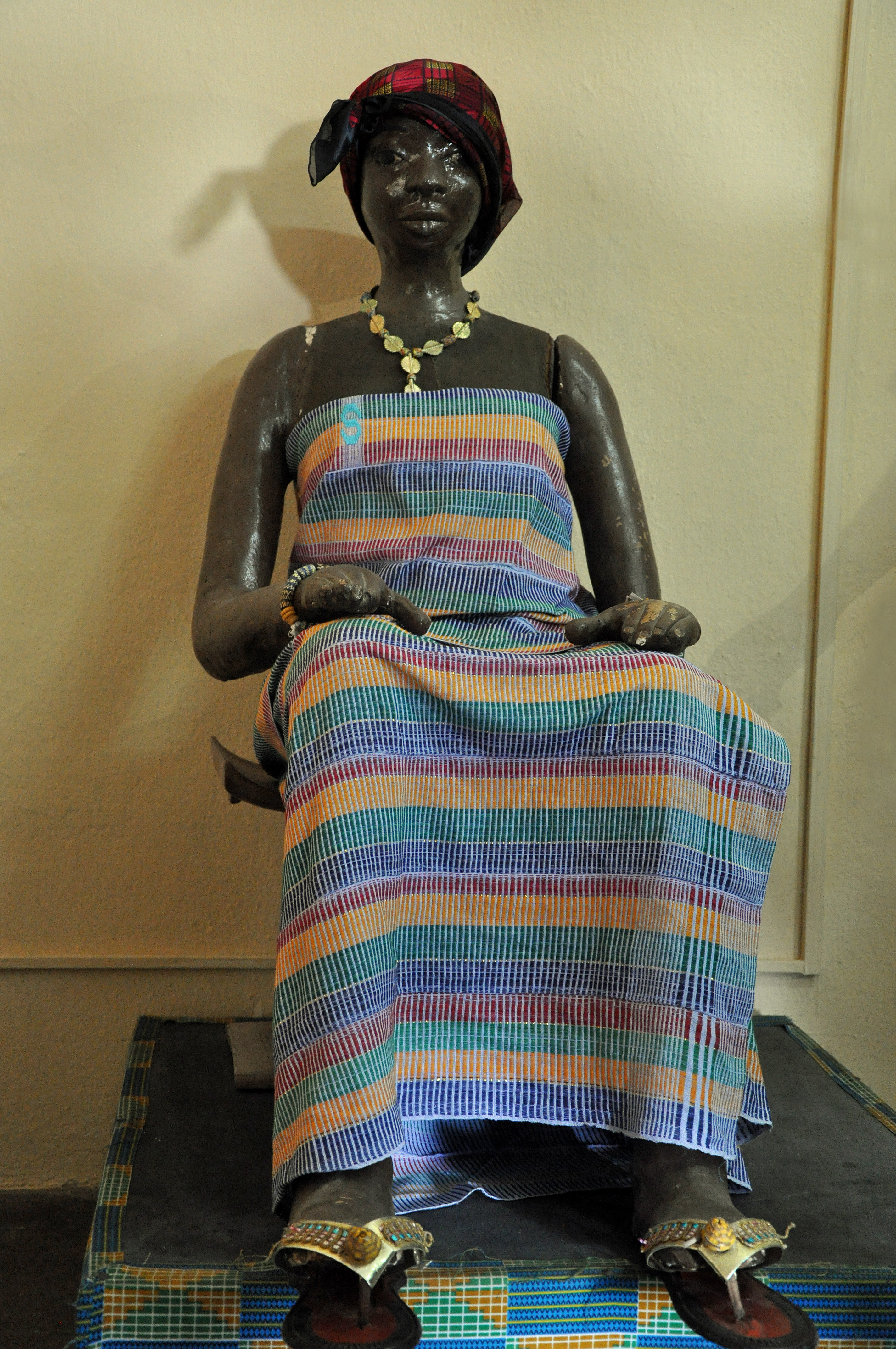
La reine-mère (Musée des costumes de Grand-Bassam)

Le système de chefferie des Akan est de type monarchique : le choix découle d’un mécanisme héréditaire de succession qui limite l’exercice du pouvoir aux membres d’une seule et même famille. Cela se déroulait conformément à la règle générale des successions de la tribu régnante qui dirigea un rôle historique depuis le Ghana voisin vers la fin du XVIIe siècle.
Avant la colonisation française, les Akan avaient développé un royaume avec une structure politique composée du souverain assisté par son conseil. Le reste de la société était composée de trois castes principales : les nobles, les hommes libres et les serviteurs .

### Économie
Les Agnis sont des propriétaires fonciers de la forêt et sont devenus des planteurs rentiers. Les récoltes sont divisées, mais le principal bénéficiaire est le propriétaire de la terre, ce qui engendre un rapport de force dans la structure hiérarchique.

### Ivoirité
À Ayamé, il y a eu des affrontements entre Agnis et Bozos (pêcheurs maliens) vers 1998. Auparavant, les populations vivaient en paix en Côte d'Ivoire car il y avait une prospérité économique qui profitait à tous.

## Culture

### Langue
La langue agni est de la famille des langues nigéro-congolaises. Il y aurait 250 000 locuteurs dans la région du sud-comoé.

### Religion
Chez les Agnis, le féticheur est le Kômian. Dans les sociétés Akans du Ghana et de Côte d'Ivoire, ce sont toutes les personnes qui détiennent le savoir occulte. Les Kômians peuvent enseigner leur savoir aux rois ou donner des prédictions sur l'avenir. Leurs transes magico-religieuses leur permettent de comprendre des choses incompréhensibles pour le commun des mortels. Les kômians sont regroupés en sociétés secrètes.
Il y a eu une grande influence des pasteurs togolais de la Church of Pentecost vers les Agnis du Ghana puis de Côte d'Ivoire dans les années 1950

### Alimentation
Les Agnis consomment entre 20 et 50 % du riz et du foutou  banane plantain avec manioc dans leur préparation, sans oublier bien sûr de l'igname.

### Famille
Pour pouvoir se marier, un prétendant doit fournir trois dots :
- Bla-ô-kale : aide financière pour l'entretien de la future épouse
- Adyia-tila : pour l'achat du trousseau
- Bé-ti-sika : lie la jeune femme et ses parents. Elle devient une promise[13].

L'adultère était traditionnellement durement réprimé. Les coupables bannies du village, tous disposaient désormais du droit de vie ou de mort sur elles.
Les femmes doivent avouer le nombre d'amants qu'elles ont eus pour sauver leurs enfants et leurs propres vies lors d'accouchements difficiles. Le mari doit donner son pardon.